# Agis XIV
Agis XIV (12.006 - 12.071 EG), es un personaje ficticio creado por Isaac Asimov que aparece en el libro Hacia la Fundación.
Es el Emperador del Imperio Galáctico, aparentemente llamado "el emperador ciudadano". Fue el primer Emperador de la decadencia imperial, debido a que fue el primero de la monarquía constitucional y democrática del imperio, controlada por la Comisión de Seguridad Pública.

## Datos personales y coronación
Poco se conoce de la vida de Agis, antes de asumir el trono, solamente que era tercer primo por vía materna del emperador Cleón I. Se dice que fue coronado en contra de su voluntad de acuerdo porque era el único que podía heredar la corona de Cleón. Fue ascendido a emperador tras la caída de la Junta Militar, que había dirigido el Imperio por un período de 10 años.
Se nos cuenta que al ascender al trono tomo el nombre de Agis, para intentar establecer una conexión entre su persona y los Agis de la dinastía Dacian, que habían gobernado el Imperio hacía dos mil años de forma muy competente, destacando el emperador Agis IV.

## Reinado
Durante sus 20 años de reinado fue un gran amigo de Hari Seldon. A pesar de su gran amistad, no apoyó el "proyecto psicohistoria", negándose en numerosas ocasiones a concederle créditos para la investigación de su proyecto.
Durante su gobierno se produjeron conflictos armados en Santanni y fue el mismísimo emperador quien comunicó a Hari Seldon la muerte de su hijo Raych y la desaparición de la esposa e hija de este.
Agis XIV fue depuesto por la Comisión de Seguridad Pública, que no estaba dispuesta a tolerar el progresivo reforzamiento de la independencia imperial. Fue sustituido por dos emperadores títeres, controlados por el ministro Linge Chen, que se sucedieron entre sí en menos de un año: Daluben IV y Klayus I.
Según Hari Seldon fue un buen hombre y un líder noble. Su único error fue no creer en su título.
- Datos: Q25410659